# Balkan-Meisterschaft im Straßenrennen
Die Balkan-Meisterschaft im Straßenrennen ist ein Wettbewerb im Straßenradsport, der seit 1940 als Eintagesrennen für Radrennfahrer der Radsportverbände aus den Balkanstaaten veranstaltet wird.

## Geschichte
Die Balkan-Meisterschaft im Straßenrennen wurde zum ersten Mal 1940 im Rahmen der Balkan-Meisterschaften als Multisportveranstaltung verschiedener Sportdisziplinen für Sportler aus den Balkanstaaten ausgetragen. Die Balkan-Meisterschaften fanden zunächst als Wettkämpfe in der Leichtathletik, im Ringen und im Fußball statt. Ab 1946 wurden Wettbewerbe im Straßenradsport regelmäßig ausgetragen. 1998, während der Jugoslawien-Rundfahrt, fand in Pristina ein Treffen der nationalen Radsportverbände aus den Balkanstaaten statt. Es wurde vereinbart, die Balkan Cycling Union zu gründen. Diese ist seitdem Ausrichter der Balkan-Meisterschaften im Radsport. Bei den Balkan-Meisterschaften sind bisher Radrennfahrer aus Albanien, Bosnien-Herzegowina, Bulgarien, Griechenland, Nordmazedonien, Rumänien, Serbien und der Türkei startberechtigt. 1931 gab es bereits einen Rennen mit inoffiziellem Charakter, das Prodan Georgiew aus Bulgarien gewonnen hatte.

## Palmarès Straßenrennen
| Jahr      | Austragungsort / Land              | Sieger                 | Nation                                         |
| --------- | ---------------------------------- | ---------------------- | ---------------------------------------------- |
| 1940      | Bukarest / Rumänien                | Evangelos Kouvelis     | Griechenland                                   |
| 1941–1945 | nicht ausgetragen                  |                        |                                                |
| 1946      | Tirana / Albanien                  | August Prosenik        | Jugoslawien Sozialistische Föderative Republik |
| 1947      | Bukarest / Rumänien                | August Prosenik        | Jugoslawien Sozialistische Föderative Republik |
| 1948      | Sofia / Bulgarien                  | Marin Niculescu        | Jugoslawien Sozialistische Föderative Republik |
| 1949–1952 | nicht ausgetragen                  | ?                      |                                                |
| 1953      | Athen / Griechenland               | ?                      |                                                |
| 1954      | Belgrad / Jugoslawien              | ?                      |                                                |
| 1955      | Istanbul / Türkei                  | ?                      |                                                |
| 1956      | Belgrad / Jugoslawien              | ?                      |                                                |
| 1957      | Athen / Griechenland               | ?                      |                                                |
| 1958      | Sofia / Bulgarien                  | ?                      |                                                |
| 1959      | Bukarest / Rumänien                | ?                      |                                                |
| 1960      | Athen / Griechenland               | ?                      |                                                |
| 1961      | Belgrad                            | ?                      |                                                |
| 1962      | Ankara / Türkei                    | ?                      |                                                |
| 1963      | Sofia / Bulgarien                  | ?                      |                                                |
| 1964      | Bukarest / Rumänien                | ?                      |                                                |
| 1965      | Piräus / Griechenland              | ?                      |                                                |
| 1966      | Sarajevo / Jugoslawien             | ?                      |                                                |
| 1967      | Istanbul / Türkei                  | Bruno Bulić            | Jugoslawien Sozialistische Föderative Republik |
| 1968      | Piräus / Griechenland              | ?                      |                                                |
| 1969      | Sofia / Bulgarien                  | ?                      |                                                |
| 1970      | Bukarest / Rumänien                | ?                      |                                                |
| 1970      | Bukarest                           | Bruno Bulić            | Jugoslawien Sozialistische Föderative Republik |
| 1971      | Zagreb / Jugoslawien               | ?                      |                                                |
| 1972      | Rumänien                           | ?                      |                                                |
| 1973      | Istanbul / Türkei                  | Barkadschi             | Turkei                                         |
| 1974      | Kragujevac / Jugoslawien           | ?                      |                                                |
| 1975      | Griechenland                       | Mircea Romașcanu       | Rumänien                                       |
| 1976      | Bulgarien                          | Stojan Bobekow         | Bulgarien                                      |
| 1977      | Brașov / Rumänien                  | Thomas Timamopoulos    | Griechenland                                   |
| 1978      | Türkei                             | Teodor Vasile          | Rumänien                                       |
| 1979      | Piräus / Griechenland              | Ilias Kelesidis        | Griechenland                                   |
| 1980      | Jugoslawien                        | Primož Čerin           | Jugoslawien Sozialistische Föderative Republik |
| 1981      | Sofia / Bulgarien                  | Wenelin Chubenow       | Bulgarien                                      |
| 1982      | Bukarest / Rumänien                | Kanellos Kanellopoulos | Griechenland                                   |
| 1983      | Izmir / Türkei                     | Ilias Kelesidis        | Griechenland                                   |
| 1984      | Markopoulo Mesogeas / Griechenland | Ilias Kelesidis        | Griechenland                                   |
| 1985      | Stara Sagora / Bulgarien           | Sandi Papež            | Jugoslawien Sozialistische Föderative Republik |
| 1986      | Ljubljana / Jugoslawien            | Nentscho Stajkow       | Bulgarien                                      |
| 1987      | nicht ausgetragen                  |                        |                                                |
| 1988      | Serres / Griechenland              | ?                      |                                                |
| 1989      | nicht ausgetragen                  |                        |                                                |
| 1990      | Istanbul / Türkei                  | ?                      |                                                |
| 1991      | nicht ausgetragen                  |                        |                                                |
| 1992      | Sofia / Bulgarien                  | ?                      |                                                |
| 1993      | nicht ausgetragen                  |                        |                                                |
| 1994      | Trikala / Griechenland             | ?                      |                                                |
| 1995      | nicht ausgetragen                  | ?                      |                                                |
| 1996      | Niš / Serbien                      | ?                      |                                                |
| 1997      | Athen                              | ?                      |                                                |
| 1998      | Belgrad                            | ?                      |                                                |
| 1999      | Rumänien                           | ?                      |                                                |
| 2000      | Serbien                            | ?                      |                                                |
| 2001      | Türkei                             | ?                      |                                                |
| 2002      | Karditsa / Griechenland            | Vasilis Anastopoulos   | Griechenland                                   |
| 2003      | Bosnien und Herzegowina            | ?                      |                                                |
| 2004      | Istanbul / Türkei                  | Swetoslaw Tschanliew   | Bulgarien                                      |
| 2005      | Kasanlak / Bulgarien               | Swetoslaw Tschanliew   | Bulgarien                                      |
| 2006      | Novi Pazar / Serbien               | Goran Šmelcerović      | Serbien                                        |
| 2007      | Korça / Albanien                   | Dragan Spasić          | Serbien                                        |
| 2008      | Bitola / Nord-Mazedonien           | Besmir Banushi         | Albanien                                       |
| 2009      | Tekirdağ / Türkei                  | Ivan Stević            | Serbien                                        |
| 2010      | Serbien                            | ?                      |                                                |
| 2011      | Serbien                            | Cebrail Seher          | Turkei                                         |
| 2012      | Serbien                            | ?                      |                                                |
| 2013      | Čačak / Serbien                    | Recep Ünalan           | Turkei                                         |
| 2014      | Serbien                            | ?                      |                                                |
| 2015      | Türkei                             | ?                      |                                                |
| 2016      | Elbasan / Albanien                 | Eugert Zhupa           | Albanien                                       |
| 2017      | Bosnien und Herzegowina            | ?                      |                                                |
| 2018      | Serbien                            | ?                      |                                                |
| 2019      | Bosnien und Herzegowina            | ?                      |                                                |
| 2020      | Cluj-Napoca / Rumänien             | ?                      |                                                |
| 2021      | Smederevo / Serbien                | ?                      |                                                |
| 2022      | Craiova / Rumänien                 | ?                      |                                                |
| 2023      | Kraljevo / Serbien                 | Nikiforos Arvanitou    | Griechenland                                   |
| 2024      | Izmir / Türkei                     | ?                      |                                                |